# Wsiąść do pociągu (gra planszowa)
Wsiąść do pociągu (ang. Ticket to Ride) – gra planszowa o tematyce kolejowej autorstwa Alana R. Moona wydana w 2004 przez Days of Wonder. Jej polskie tłumaczenie zostało przygotowane przez wydawnictwo Rebel.
Rozgrywka polega na łączeniu tras kolejowych na mapie Stanów Zjednoczonych. Za każdą wybudowaną trasę gracze otrzymują punkty. Dodatkowe punkty można otrzymać za zrealizowanie konkretnej wylosowanej trasy lub za zestawienie najdłuższego połączenia.
Gra otrzymała tytuł Spiel des Jahres za 2004 rok.

## Rozgrywka
Na początku gracze otrzymują po trzy bilety z trasami kolejowymi, które wyznaczają indywidualny cel każdemu uczestnikowi, jakim jest podróż pomiędzy dwoma miastami zaznaczonymi na bilecie. Karty te nie są ujawniane innym graczom do zakończenia rozgrywki. Otrzymują również po 4 karty pociągów, które służą do zapłaty za realizację połączeń. Każdy z graczy ma również do dyspozycji 45 pionków w kształcie miniaturowych wagonów, które służą do zaznaczania przejechanych tras. W pojedynczej turze gracz ma możliwość wybrania jednej z trzech akcji: może dobrać nowe karty pociągów, zrealizować pojedyncze połączenie dwóch miast przy użyciu kart pociągów, które posiada lub dobrać dodatkowe bilety z nowymi trasami do zrealizowania.
Gra kończy się, gdy jeden z graczy wyczerpie lub jest bliski wyczerpania puli pionków, którymi dysponuje. Następnie gracze dodają punkty za zrealizowane trasy z biletów lub odejmują w przypadku, gdy nie udało im się ich dokończyć. Dodatkowe punkty otrzymuje gracz, który zrealizował najdłuższe, nieprzerwane połączenie.

## Plansza

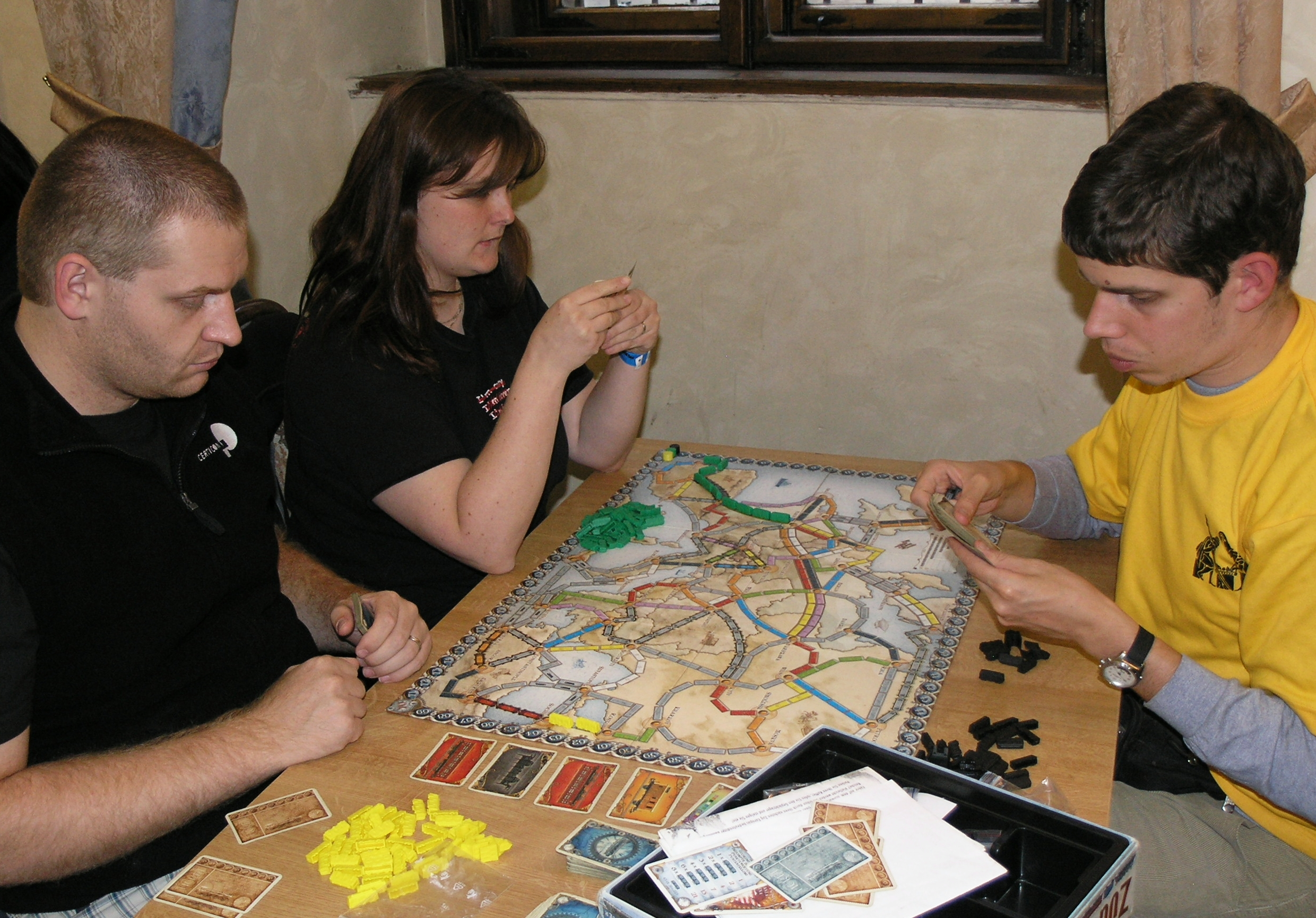
Wsiąść do pociągu

Na planszy w podstawowej wersji gry zaznaczone są następujące miasta (w nawiasie podano stan w przypadku miast w USA lub prowincję w przypadku miast Kanady):
- w Stanach Zjednoczonych:
  - Seattle (Waszyngton)
  - Portland (Oregon)
  - San Francisco (Kalifornia)
  - Los Angeles (Kalifornia)
  - Phoenix (Arizona)
  - Las Vegas (Nevada)
  - Salt Lake City (Utah)
  - Helena (Montana)
  - Santa Fe (Nowy Meksyk)
  - Denver (Kolorado)
  - El Paso (Teksas)
  - Dallas (Teksas)
  - Houston (Teksas)
  - Oklahoma City (Oklahoma)
  - Duluth (Minnesota)
  - Omaha (Nebraska)
  - Kansas City (Kansas/Missouri)
  - Saint Louis (Missouri)
  - Little Rock (Arkansas)
  - Nowy Orlean (Luizjana)
  - Chicago (Illinois)
  - Nashville (Tennessee)
  - Sault Ste. Marie (Michigan, USA/Ontario, Kanada)
  - Atlanta (Georgia)
  - Pittsburgh (Pensylwania)
  - Raleigh (Karolina Północna)
  - Charleston (Karolina Południowa)
  - Waszyngton
  - Miami (Floryda)
  - Nowy Jork (Nowy Jork)
  - Boston (Massachusetts)
- w Kanadzie:
  - Vancouver (Kolumbia Brytyjska)
  - Calgary (Alberta)
  - Winnipeg (Manitoba)
  - Toronto (Ontario)
  - Montreal (Quebec)

## Rozszerzenia
Aby skorzystać z rozszerzeń, należy dysponować którąś z podstawowych wersji gry.
Rozszerzenie The Mystery Train ukazało się w 2004 roku jako darmowy dodatek do grudniowego numeru Game Trade Magazine, rozdawanego na targach w Essen (Niemcy) w tym samym roku. Pliki z kartami są dostępne za darmo na oficjalnej stronie gry, natomiast polskie tłumaczenie na stronie www.gry-planszowe.pl. Dodatek zawiera dwanaście kart:
- 4 karty krótkich połączeń: Vancouver do Portland, z Bostonu do Waszyngtonu, z Winnipeg do Omahy i z Montrealu do Chicago;
- 5 kart postaci: Zawiadowcy, Potentata, Inżyniera (x2) i Inspektora;
- Czystą kartę dla graczy do stworzenia własnej, unikalnej, karty postaci;
- Dwie karty z wyjaśnieniem zasad rozgrywki z dodatkiem.

Nowe karty połączeń i postaci są mieszane ze stosem kart połączeń po pociągnięciu przez graczy trzech startowych biletów. Nowe karty połączeń mają taką samą funkcję jak w grze podstawowej, natomiast karty postaci zmieniają zasady rozgrywki.
Drugie rozszerzenie: Ticket to Ride: USA 1910 zawiera wszystkie karty z wersji podstawowej (cztery mają zmienioną punktację za ich zrealizowanie) w standardowym formacie kart do gry. Dodatkowo, rozszerzenie zawiera 35 biletów z nowymi trasami (oznaczonymi logo 1910 w górnym prawym rogu), kartę Globtrotera dla gracza, który zrealizuje najwięcej połączeń i 4 bilety z trasami z dodatku The Mystery Train. Całość uzupełnia instrukcja z trzema nowymi sposobami rozgrywki z użyciem dodatku. Dodatek miał premierę w 2006 roku.
Ticket to Ride: Asia, India+Switzerland, The Heart of Africa, Nederland, UK+Pennsylvania, France+Old West, Polska, Japan+Italy – zawierają jedynie planszę i bilety z trasami.  Zostały również wydane w Polsce przez wydawnictwo Rebel.pl.

W 2020 roku, w związku z pandemią COVID-19 został wydany darmowy dodatek TtR:Stay at Home, do samodzielnego wydruku; plansza przedstawia mieszkanie z poszczególnymi pomieszczeniami.

## Pozostałe gry z serii
- Wsiąść do pociągu: Europa (Ticket to Ride: Europe)[5] – w tej samodzielnej wersji gry rozgrywka toczy się na mapie Europy. Gracze mogą korzystać z tuneli, budować przeprawy promowe, a także, używając dworców, posłużyć się odcinkiem zbudowanym przez przeciwnika. W tym wariancie uczestnik otrzymuje cztery bilety z trasami kolejowymi, przy czym jedną z nich jest karta z tzw. Długą Trasą. Gra otrzymała również rozszerzenie Wsiąść do pociągu: Europa 1912 (Ticket to Ride: Europa 1912)[6].
- Wsiąść do pociągu: Pierwsza podróż (Ticket to Ride: First Journey)[7]
- Wsiąść do pociągu: Kraje północy (Ticket to Ride: Nordic Countries)[8]
- Wsiąść do pociągu: Dookoła świata (Ticket to Ride: Rails & Sails)[9]
- Wsiąść do pociągu: Niemcy (Ticket to Ride: Germany)[10]
- Wsiąść do pociągu: Nowy Jork (Ticket to Ride: New York)[11]
- Wsiąść do pociągu: Półwysep Iberyjski i Korea Południowa (Ticket to Ride: Iberia & South Korea)[12]
- Ticket to Ride: Märklin[13] – rozgrywka toczy się na mapie Niemiec, a gracze mogą zdobywać dodatkowe punkty za przewożenie pasażerów. Gra promuje pociągi tytułowej firmy Märklin.
- Ticket to Ride: London
- Ticket to Ride: Amsterdam[14]